# Спиридон Зузулас
Спиридон Зузулас (на гръцки: Σπυρίδων Ζούζουλας) е гръцки военен лекар, деец на гръцката въоръжена пропаганда в Македония.

## Биография
Роден е в 1872 година в Атина. Завършва медицина в чужбина. Включва се в гръцката въоръжена пропаганда в Македония, първоначално като чиновник в гръцкото консулство в Битоля, като пръв помощник на Константинос Константинопулос, а след това като агент в Драма. Спиридон е сред първите помощници на видния андартски деец в Драмско, драмския митрополит Хрисостом.
Спиридон Зузулас взима участие в Балканската и Междусъюзническата война.